# Landkreis Saalfeld
| Basisdaten                                              | Basisdaten    |
| ------------------------------------------------------- | ------------- |
| Bestandszeitraum                                        | 1869–1952     |
| Verwaltungssitz                                         | Saalfeld      |
| Einwohner                                               | 80.773 (1939) |
| Gemeinden                                               | 116 (1939)    |
|                                                         |               |
| Der Landkreis Saalfeld in Sachsen-Meiningen             |               |
|                                                         |               |
| Lage des Landkreises Saalfeld in Thüringen im Jahr 1922 |               |

Der Landkreis Saalfeld war von 1869 bis 1952 ein Landkreis im Herzogtum Sachsen-Meiningen und anschließend im Land Thüringen. Der Kreissitz befand sich in Saalfeld. Das Kreisgebiet gehört heute größtenteils zum Landkreis Saalfeld-Rudolstadt und zum Saale-Orla-Kreis in Thüringen.

## Geschichte
Bei der Neuordnung des Herzogtums Sachsen-Meiningen wurde 1869 aus den Verwaltungsämtern Camburg und Saalfeld der Landkreis Saalfeld als einer von vier Landkreisen gebildet. Die anderen drei Landkreise waren Hildburghausen, Sonneberg und Meiningen. Zum Landkreis Saalfeld gehörten unter anderem die Exklaven Camburg, Milda, Mosen, Rödelwitz, Großkochberg und Kranichfeld. Am 1. Januar 1913 erfolgte eine Gebietsaustausch mit dem Großherzogtum Sachsen-Weimar-Eisenach:
- Der Kreis Saalfeld erhielt die Weimar-Eisenacher Teile der Gemeinden Kranichfeld und Stedten sowie die Gemeinde Köstitz.
- Der Kreis Saalfeld gab seinen Teil der Gemeinde Hohenfelden, die Gemeinde Lichtenhain b. Jena sowie die Exklave Mosen an Sachsen-Weimar-Eisenach ab.

1918 wurde das Herzogtum  Sachsen-Meiningen zu einem Freistaat und ging 1920 im neuen Freistaat Thüringen auf. In Thüringen kam es 1922 zu einer umfassenden Gebietsreform, die zu einer Neuabgrenzung des Landkreises Saalfeld führte. Der Landkreis gab dabei eine größere Zahl von Gemeinden an die Landkreise Arnstadt, Jena-Roda, Rudolstadt, Sonneberg und Weimar sowie an die Kreisabteilung Camburg ab. Gleichzeitig kam eine Reihe von Gemeinden neu zum Landkreis Saalfeld:
- vom aufgelösten Landratsamt Rudolstadt die Stadt Leutenberg sowie die Gemeinden Arnsbach, Breternitz, Bucha, Burglemnitz, Döhlen, Dorfilm, Eichicht, Eyba, Fischersdorf, Gleima, Heberndorf, Hirzbach, Hockeroda, Kleingeschwenda, Knobelsdorf, Könitz, Laasen, Landsendorf, Munschwitz-St. Jakob, Preßwitz, Reschwitz, Roda, Rosenthal, Schweinbach, Steinsdorf, Tauschwitz, Unterloquitz, Unterwirbach, Volkmannsdorf, Wallendorf, Weischwitz, der schwarzburgische Teil der Gemeinde Weitisberga, Wickersdorf, Wittmannsgereuth, Witzendorf, Wöhlsdorf und Zopten.
- vom aufgelösten Verwaltungsbezirk Neustadt an der Orla die Gemeinden Daumitsch, Döbritz, Grobengereuth, Keila, Kleindembach, Kolba, Langendembach, Laskau, Nimritz, Oberoppurg, Oppurg, Rehmen und Solkwitz
- vom aufgelösten Landratsamt Königsee die Gemeinden Geiersthal und Lichte
- vom aufgelösten Landratsamt Roda die Gemeinden Langenorla, Saalthal und Schweinitz
- vom aufgelösten Landratsamt Schleiz der reußische Teil der Gemeinde Weitisberga

Im Oktober 1945 wurde der größte Teil des aufgelösten preußischen Landkreises Ziegenrück in den Landkreis Saalfeld eingegliedert.
Bei der ersten größeren Gebietsreform in der DDR am 1. Juli 1950 erfolgten mehrere Gebietsänderungen:
- Die Gemeinden Naundorf, Oberpreilipp, Schloßkulm, Unterpreilipp und Unterwirbach wechselten aus dem Landkreis Saalfeld in den Landkreis Rudolstadt.
- Die Gemeinden Heberndorf, Keila, Liebengrün, Liebschütz, Paska und Ziegenrück wechselten aus dem Landkreis Saalfeld in den Landkreis Schleiz.
- Die Gemeinden Hasenthal und Spechtsbrunn wechselten aus dem Landkreis Saalfeld in den Landkreis Sonneberg.

Bei der Gebietsreform von 1952 in der DDR wurde das Land Thüringen aufgelöst und eine neue Kreisstruktur geschaffen:
- Die Stadt Lehesten sowie die Gemeinden Gleima, Schmiedebach und Weitisberga wechselten aus dem Landkreis Saalfeld in den neuen Kreis Lobenstein.
- Die Gemeinden Gebersdorf, Buchbach, Creunitz, Gösselsdorf, Gräfenthal, Großneundorf, Lichte, Lichtenhain, Lippelsdorf, Piesau, Reichmannsdorf, Schmiedefeld und Sommersdorf wechselten aus dem Landkreis Saalfeld in den neuen Kreis Neuhaus am Rennweg.
- Die Stadt Pößneck sowie die Gemeinden Daumitsch, Döbritz, Friedebach, Grobengereuth, Herschdorf b. Leutenberg, Kolba, Langenorla, Laskau, Lausnitz, Nimritz, Oberoppurg, Oppurg, Rehmen, Schweinitz und Solkwitz wechselten aus dem Landkreis Saalfeld in den neuen Kreis Pößneck.
- Die Gemeinde Birkenheide wechselte aus dem Landkreis Saalfeld in den Kreis Rudolstadt.
- Das Kerngebiet des Landkreises bestand als Kreis Saalfeld fort.
- Die Kreise Lobenstein, Pößneck, Rudolstadt und Saalfeld wurden dem neuen Bezirk Gera zugeordnet, während der Kreis Neuhaus am Rennweg zum neuen Bezirk Suhl kam.

### Wappen
| Wappen des Kreises Saalfeld | Blasonierung: „In Siber drei grüne Nadelbäume, im Schildfuß ein silberner Wellenbalken.“ |
| Wappen des Kreises Saalfeld | Wappenbegründung: Das Landkreiswappen wurde am 13. März 1948 offiziell genehmigt und bis 1952 verwendet. Die Nadelbäume stehen für die verschiedenen forstreichen Kreisteile, das Wellenband für die Saale als verbindendes Element. Die Darstellung der Erstveröffentlichung, und nur diese, war von acht Medaillons mit Symbolen der regionalen Wirtschaft: Forstwirtschaft, Bergbau, Landwirtschaft, Druckerei, Lederherstellung, Textil- und Porzellanindustrie und Maschinenbau, umgeben. |

## Einwohnerentwicklung
| Einwohner          | 1890   | 1900   | 1910   | 1925   | 1939   | 1946    |
| ------------------ | ------ | ------ | ------ | ------ | ------ | ------- |
| Landkreis Saalfeld | 58.486 | 65.603 | 71.223 | 73.664 | 80.773 | 124.045 |

Einwohnerzahlen der Gemeinden mit mehr als 2.000 Einwohnern (Stand 1939):
| Gemeinde    | Einwohner |
| ----------- | --------- |
| Gräfenthal  | 2.626     |
| Pößneck     | 16.045    |
| Probstzella | 2.054     |
| Saalfeld    | 21.980    |

## Gemeinden

### Stand 1939
Im Jahre 1939 umfasste der Landkreis Saalfeld fünf Städte und 111 weitere Gemeinden:
| - Arnsbach - Arnsgereuth - Aue am Berg - Bernsdorf - Beulwitz - Birkenheide - Birkigt - Bock und Teich - Brennersgrün - Breternitz - Bucha - Buchbach - Burglemnitz - Creunitz - Crösten - Daumitsch - Döbritz - Döhlen - Dorfilm - Dorfkulm - Eichicht - Eyba - Fischersdorf - Friedebach - Gebersdorf - Geiersthal - Gleima - Gorndorf - Gösselsdorf | - Gräfenthal, Stadt - Grobengereuth - Großgeschwenda - Großneundorf - Hasenthal - Heberndorf - Herschdorf b. Leutenberg - Herschdorf b. Pößneck - Hirzbach - Hockeroda - Hohenwarte - Hütten - Jehmichen - Keila - Kleindembach - Kleingeschwenda b. Arnsgereuth - Kleingeschwenda b. Leutenberg - Kleinneundorf - Knobelsdorf - Köditz - Kolba - Königsthal - Könitz - Laasen - Landsendorf - Langendembach - Langenorla - Langenschade - Laskau | - Lausnitz - Lehesten, Stadt - Leutenberg, Stadt - Lichte - Lichtenhain - Lichtentanne - Limbach - Lippelsdorf - Lositz - Marktgölitz - Munschwitz-St. Jakob - Naundorf - Nimritz - Oberloquitz - Obernitz - Oberoppurg - Oberpreilipp - Oberwellenborn - Oppurg - Piesau - Pippelsdorf - Pößneck, Stadt - Probstzella - Rehmen - Reichenbach b. Rudolstadt - Reichenbach b. Unterloquitz - Reichmannsdorf - Remschütz - Reschwitz | - Roda - Rosenthal - Saalfeld, Stadt - Schaderthal - Schlaga - Schloßkulm - Schmiedebach - Schmiedefeld - Schweinbach - Schweinitz - Solkwitz - Sommersdorf - Spechtsbrunn - Steinsdorf - Taubenbach - Tauschwitz - Unterloquitz - Unterpreilipp - Unterwellenborn - Unterwirbach - Volkmannsdorf - Wallendorf - Weischwitz - Weitisberga - Wickersdorf - Wittmannsgereuth - Witzendorf - Wöhlsdorf - Zopten |

### Vor 1939 ausgeschiedene oder aufgelöste Gemeinden
Bei der thüringischen Kreisreform von 1922 gab der Landkreis Saalfeld eine größere Anzahl seiner Gemeinden an benachbarte Verwaltungsbezirke ab:
- Die Gemeinden Achelstädt, Gügleben und Osthausen kamen zum neuen Landkreis Arnstadt.
- Die Gemeinden Aue, Boblas, Camburg, Casekirchen, Cauerwitz, Crauschwitz, Crölpa-Löbschütz, Döbrichau, Döbritschen, Eckolstädt, Freiroda, Graitschen auf der Höhe, Heiligenkreuz, Janisroda, Kaatschen, Kleingestewitz, Kleinprießnitz, Köckenitzsch, Leislau, Molau, Münchengosserstädt, Neidschütz, Posewitz, Prießnitz, Rodameuschel, Schieben, Schinditz, Schleuskau, Schmiedehausen, Seidewitz, Seiselitz, Sieglitz, Stöben, Thierschneck, Tultewitz, Tümpling, Utenbach, Weichau, Wichmar, Wonnitz, Würchhausen und Zöthen bildeten die neue Kreisabteilung Camburg.
- Die Gemeinden Catharinau, Großkochberg, Rödelwitz, Weißbach und Weißen kamen zum neuen Landkreis Rudolstadt.
- Die Gemeinde Hohenofen kam zum Landkreis Sonneberg
- Die Gemeinden Milda und  Vierzehnheiligen kamen zum neuen Landkreis Jena-Roda.
- Die Gemeinden Barchfeld an der Ilm, Kranichfeld, Riechheim, Stedten, Treppendorf und Unterneusulza kamen zum neuen Landkreis Weimar.

Mehrere Gemeinden wurden während des Bestehens des Landkreises eingemeindet:
- Köstitz, 1919 zur Stadt Pößneck
- Garnsdorf, 1922 zur Stadt Saalfeld
- Graba, 1922 zur Stadt Saalfeld
- Meernach, 1923 zu Gräfenthal
- Preßwitz, 1938 zu Hohenwarte
- Saalthal, 1938 zu Bucha
- Schlettwein, 1923 zur Stadt Pößneck
- Röblitz, 1923 zu Unterwellenborn

## Kreisdirektoren / Landräte
- 1922–1924: Max Groß
- 1924–1933: Johannes Rasch
- 1933–1942: Hans Ludwig
- ab 1942: Otto Schäfer (vertretungsweise)